# Terreiro Loba’Nekun
O Terreiro Loba’Nekun é um templo de candomblé de nação Nagô e Congo. O terreiro foi fundado em 1914 por Miguel Ângelo Barreto e Maria da Natividade, e está localizado em Terra Vermelha, na cidade de Cachoeira, no estado brasileiro da Bahia. Seu nome "Loba’Nekun" significa “Casa de Oração, Caridade e Rezas”.
É um dos terreiros mais antigos da cidade. É um patrimônio imaterial estadual, tombado pelo Instituto do Patrimônio Artístico e Cultural da Bahia (IPAC), no ano de 2014, sob o processo de nº 0607120026080/12 e foi inscrito no Livro do Registro Especial de Espaços de Práticas Culturais Coletivas.
Em 2019, alguns de seus integrantes se envolveram na documentação fonográfica das músicas performadas no terreiro, um patrimônio imaterial ainda pouco valorizado. O CD gravado pelo grupo reúne cânticos de Candomblé Ketu, Angola / Caboclo e Jêje Mahi / Nagô.

## Patrimônio cultural
| “                   | No dia 19 de novembro de 2014, às 17h30, no Salão de Atos Baianas de Acarajé, da Governadoria, localizado no Centro Administrativo da Bahia, o então Governador da Bahia, Jaques Wagner, com a presença de várias autoridades e representantes dos terreiros, assinou os dez decretos de Registro Especial, tornando os terreiros Asepò Erán Opé Olùwa – Viva Deus, Aganjú Didê – Ici Mimó, Loba’Nekun, Loba’Nekun Filha, Humpame Ayono Huntoloji, Ilê Axé Itaylê, Inzo Incossi Mukumbi Dendezeiro, Ogodô Dey, Raiz de Ayrá e Ilê Axé Ogunjá, Patrimônio Imaterial do Estado da Bahia. | ” |
| — IPAC, 2015, p. 21 | |   |

 Em 2020, o Terreiro Loba’Nekun, juntamente com os terreiros Viva Deus, Humpame Ayono Huntóloji, Ogodô Dey, Ilê Axé Ogunjá, Inzo Nkosi Mukumbi Dendezeiro, Raiz de Ayrá, IIê Axé Itayle e Loba’Nekun Filho e Aganjú Didê foram contemplados com novecentos mil reais, através do edital público Salvaguarda Patrimônio Imaterial, do Instituto do Patrimônio Artístico e Cultural da Bahia (IPAC), para realizar uma ação coletiva de salvaguarda com produção de documentário, portal virtual, plano planialtimétrico, publicação impressa e plano de salvaguarda.

## Babalorixás e yalorixás
- 1914-? - Miguel Ângelo Barreto e Maria da Natividade (fundadores)[1]
- ? - Maria Lúcia Barreto dos Santos[1][7]